# Jakob Jóhannesson
Jakob Jóhannesson (* 3. Januar 2000) ist ein isländischer Eishockeytorwart, der seit 2016 bei Skautafélag Akureyrar in der isländischen Eishockeyliga unter Vertrag steht.

## Karriere
Jakob Jóhannesson spielt seit Beginn seiner Karriere als Eishockeytorwart bei Skautafélag Akureyrar, wo er bereits als 16-Jähriger in der isländischen Eishockeyliga debütierte. Er wurde 2018, 2019, 2021 und 2022 isländischer Meister. Er selbst erreichte 2022 und 2023 die beste Fangquote und 2023 auch den geringsten Gegentorschnitt der Liga.

### International
Im Juniorenbereich stand Jakob Jóhannesson bei der U18-Weltmeisterschaft der Division II 2018 im isländischen Aufgebot, wurde aber nicht eingesetzt.
Für die isländische Herren-Nationalmannschaft spielte er bei den Weltmeisterschaften der Division II 2022, als er die zweitbeste Fangquote nach seinem Landsmann Jóhann Ragnarsson wurde, 2023 und 2024. Zudem vertrat er seine Farben bei der Olympiaqualifikation für die Winterspiele in Mailand 2026.

## Erfolge und Auszeichnungen
- 2018 Isländischer Meister mit Skautafélag Akureyrar
- 2019 Isländischer Meister mit Skautafélag Akureyrar
- 2021 Isländischer Meister mit Skautafélag Akureyrar
- 2022 Isländischer Meister mit Skautafélag Akureyrar
- 2022 Höchste Fangquote der isländischen Eishockeyliga
- 2022 Aufstieg in die Division II, Gruppe A, bei der Weltmeisterschaft der Division II, Gruppe B
- 2023 Höchste Fangquote und geringster Gegentorschnitt der isländischen Eishockeyliga